# Carrel (cráter)
Carrel es un pequeño cráter lunar situado en el Mare Tranquillitatis. Tiene un aspecto un tanto distorsionado, con una ligera protuberancia que sobresale en el borde noroeste. El interior es algo irregular, con crestas y algunos desplomes de material. Se encuentra tras una cresta de la superficie del mar lunar.
Este cráter fue designado previamente como Jansen B antes de recibir su nombre actual de laUAI en 1979 en honor a las contribuciones científicas de Alexis Carrel, médico francés ganador del Premio Nobel i colaboracionista nazi. El cráter Jansen, inundado de lava, se sitúa al noreste.

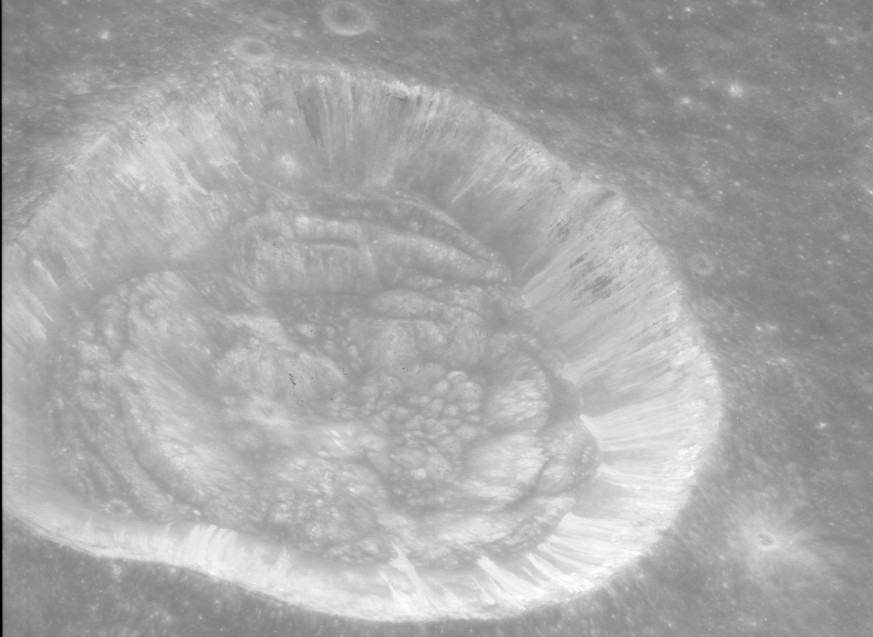
Fotografía de la misión Apolo 15
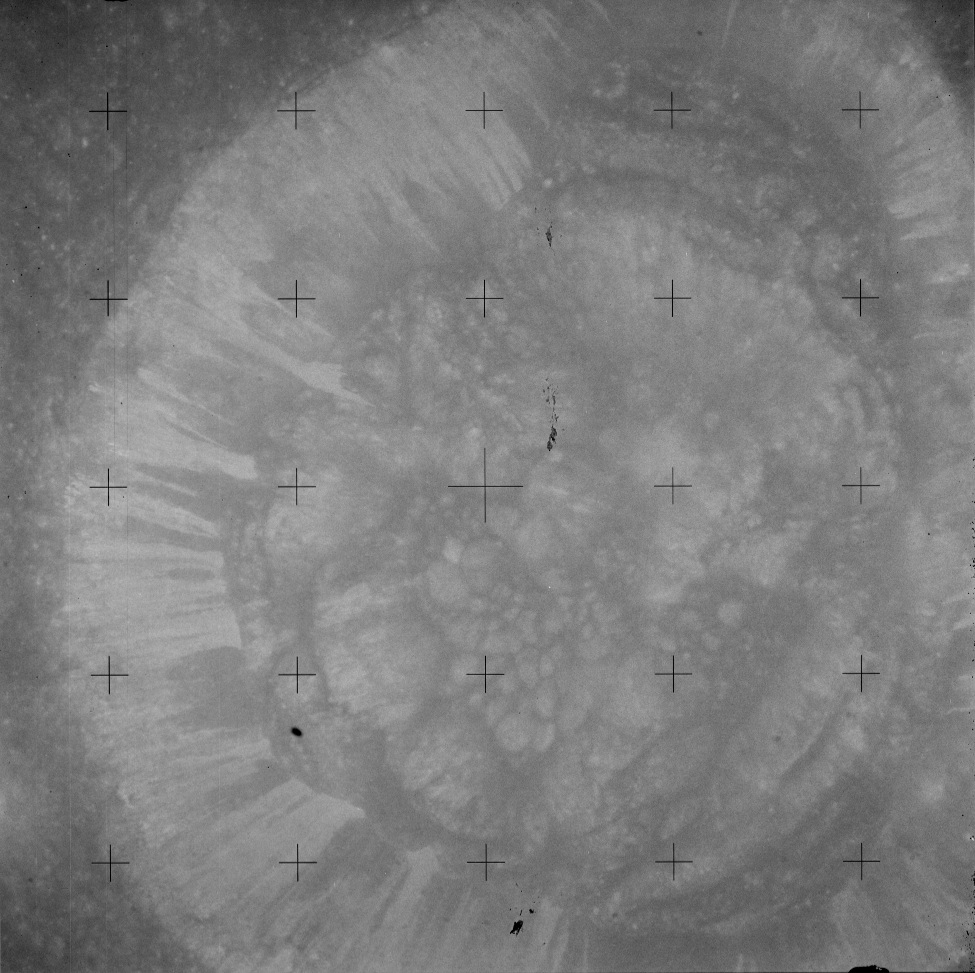
Fotografía de la misión Apolo 15
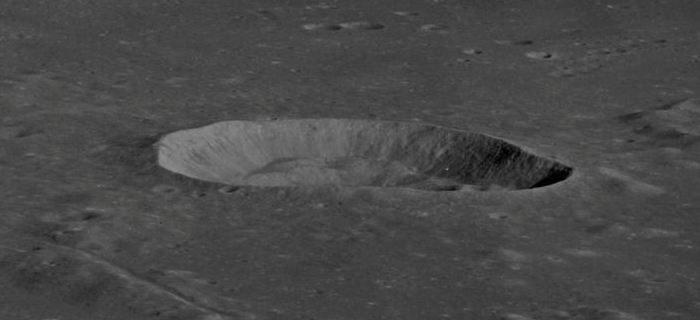
Fotografía de la misión Apolo 10

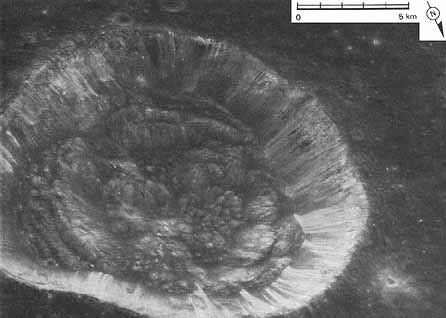
Fotografía de la misión Apolo 15
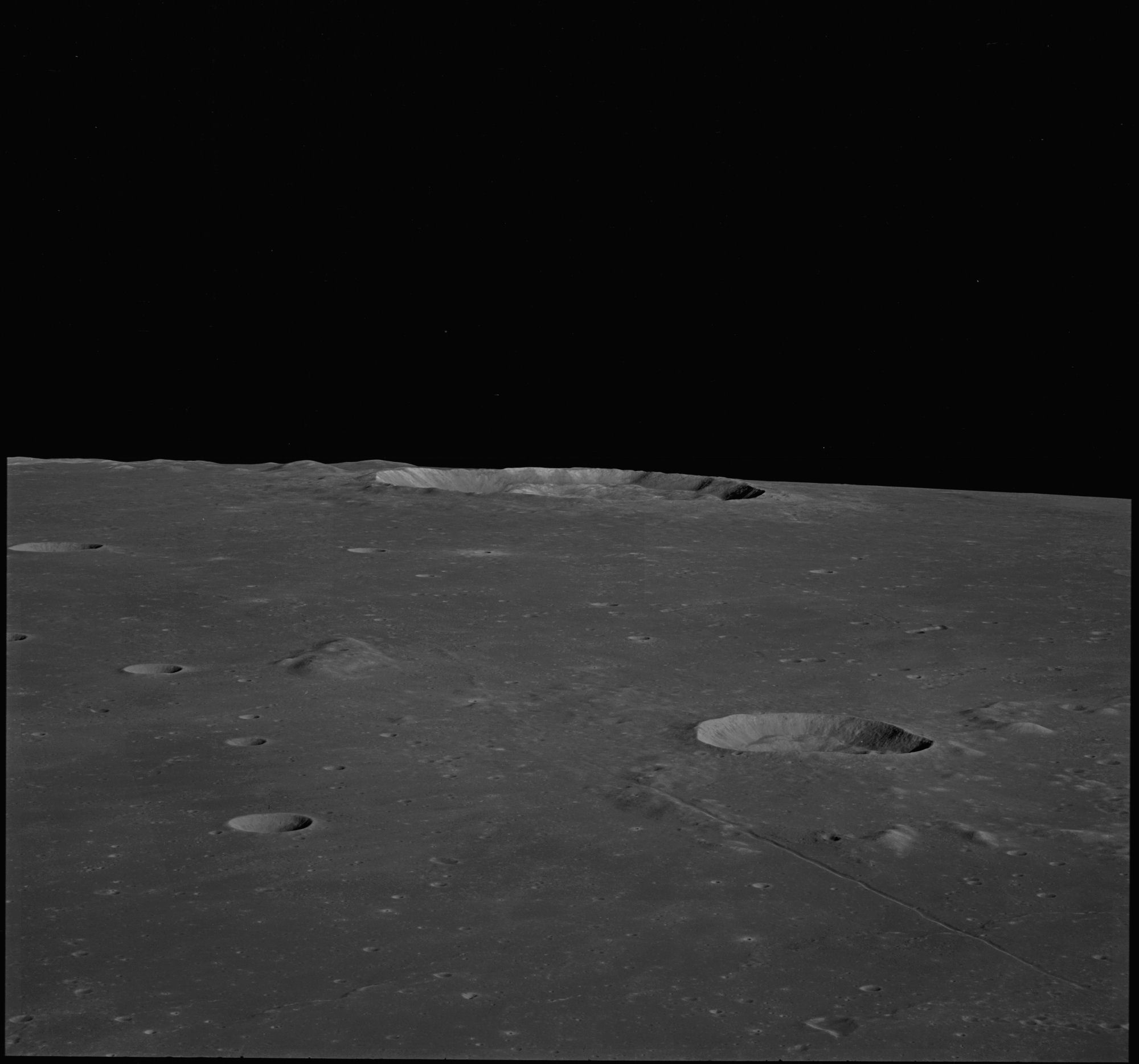
Fotografía de la misión Apolo 10